# Noviant-aux-Prés
Noviant-aux-Prés è un comune francese di 261 abitanti situato nel dipartimento della Meurthe e Mosella nella regione del Grand Est.

## Società

### Evoluzione demografica
Abitanti censiti